# I. Henri de Bourbon-Condé
(I.) Henri de Bourbon-Condé (La Ferté-sous-Jouarre, 1552. december 29. – Saint-Jean-d’Angély,  1588. augusztus 5.) Condé hercege, I. Louis de Bourbon-Condé fia volt. Apjához hasonlóan ő is a hugenották egyik vezéregyénisége és hadvezére, akit kortársai az egyik legfanatikusabb protestánsnak tartottak.

## Életrajza
Apja halála után II. Gaspard de Coligny admirális és Navarrai Henrik támogatásával a hugenották egyik vezérévé vált.
A Szent Bertalan-éji mészárláskor királyi hercegi mivoltára való tekintettel meghagyták életét, annak fejében, hogy áttér a katolikus hitre.
Az udvarból 1574-ben sikerült megszöknie Navarrai Henrikkel együtt, és visszatért a protestáns hitre. Az újra fellángoló vallásháborúban német zsoldoscsapatok élén harcolt.
A coutras-i csatában (1587) szerzett sebesüléseibe néhány hónap múlva belehalt. Nem érte meg fia születését.

## Házasságok, utódok
Első felesége: Marie de Nevers (1553−1574), akitől egy lánya érte meg a felnőttkort, a neve Catherine (1575-1595) volt.

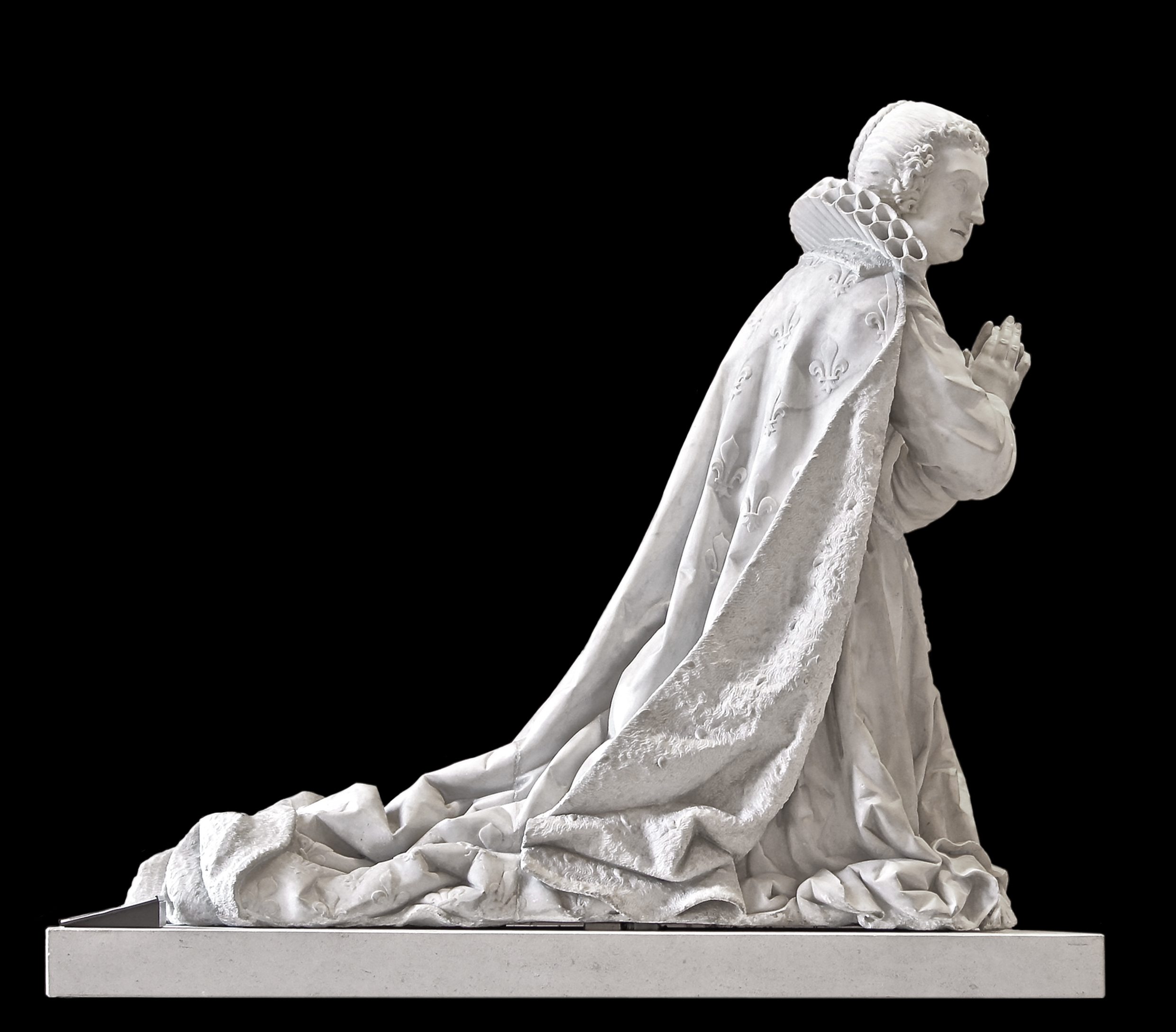
Charlotte de la Tremouille síremléke

Második felesége: Charlotte de la Tremouille (1568−1629), (III.) Louis de la Trémoille lánya, akitől két gyermeke született: Eleanor (1587-1619), 1606-tól Philippe Guillaume d’Orange-Nassau herceg felesége és II. (Utószülött) Henri (1588-1646), Condé hercege